# Sansevieria stuckyi
Sansevieria stuckyi är en sparrisväxtart som beskrevs av God.-leb. Sansevieria stuckyi ingår i släktet bajonettliljor, och familjen sparrisväxter. Inga underarter finns listade i Catalogue of Life.

## Bildgalleri

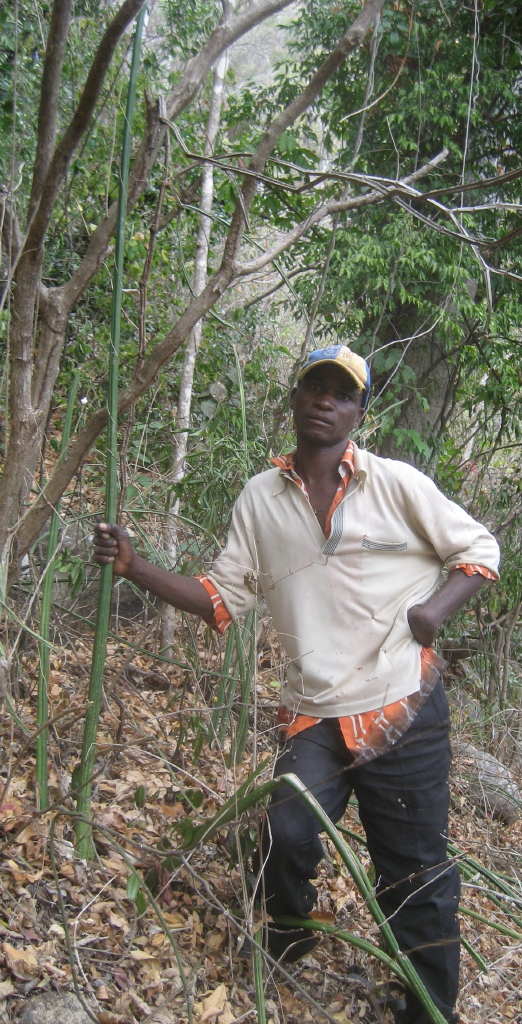
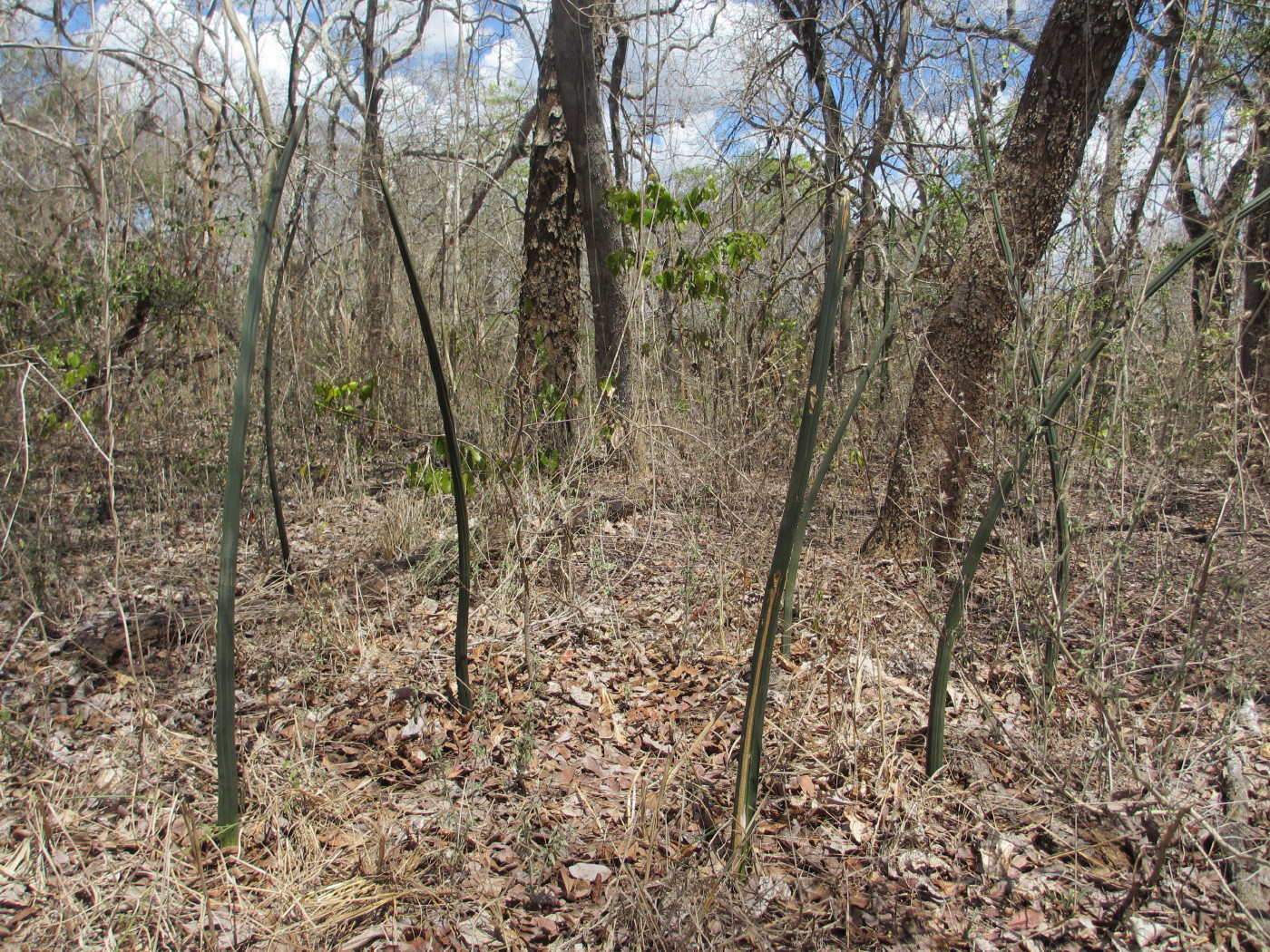